# Aimé Millet
Aimé Millet (Párizs, 1819. szeptember 27. – Párizs, 1891. január 14.) francia szobrász, festő, éremművész.

## Pályája
D'Angers szobrásznál és Viollet-le-Duc építésznél tanult. 1845-ig eredménytelenül foglalkozott a festészettel, majd ekkor a szobrászatra adta magát. Művei közt legjelesebbek: egy elhagyott Ariadné, Kasszandra, amint Minervát hívja (mindkettő a párizsi Luxembourg-palotában); egy rózsaszirmokat tépő leányka (síremlék); Apollón szobra a lanttal (a párizsi opera homlokzatán) stb. Számos mellszobrot is kifaragott; az 1889. évi párizsi világkiállításon aranyérmet kapott.

## Galéria

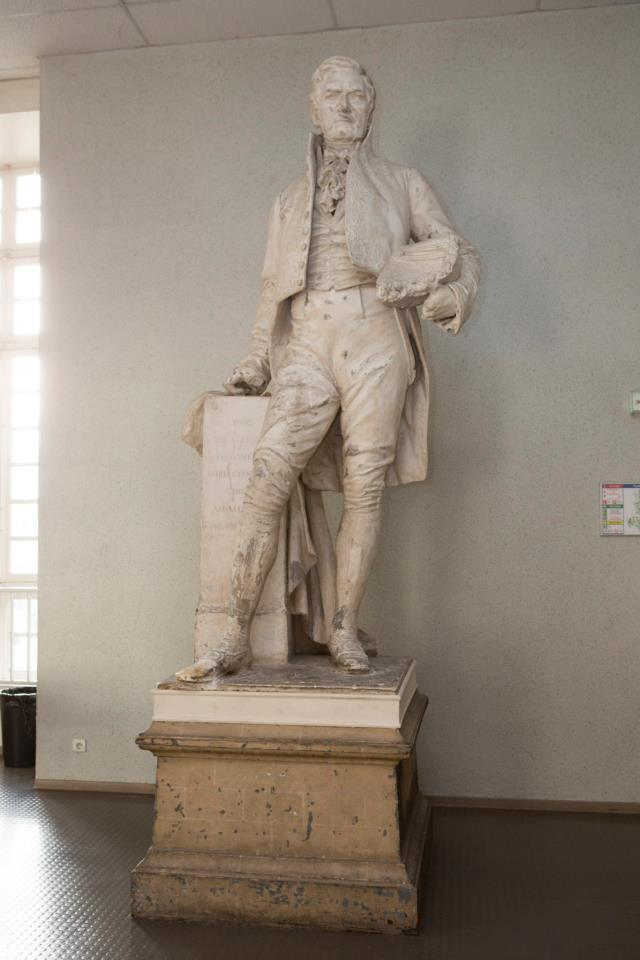
Joseph Louis Gay-Lussac
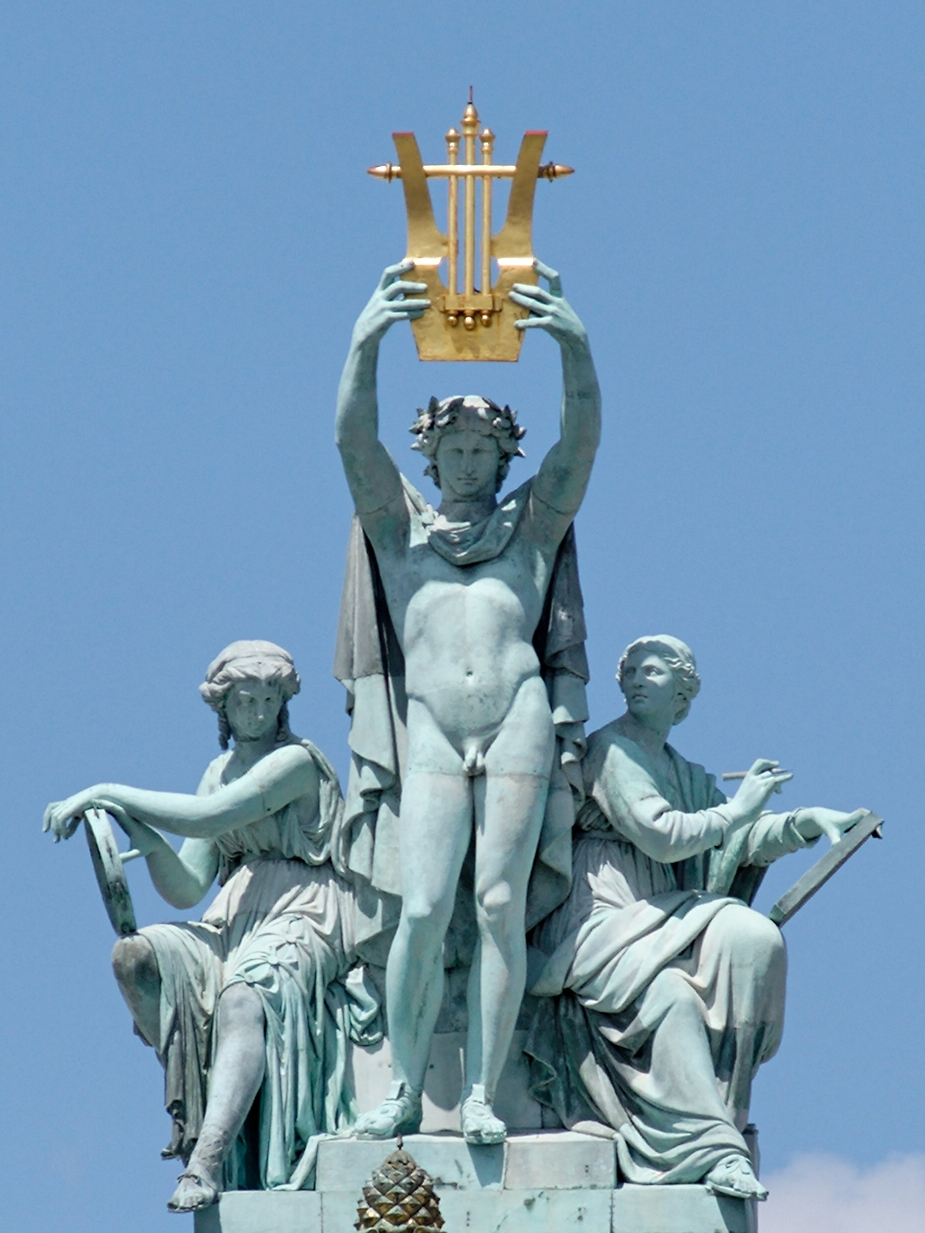
Szoborcsoport a párizsi Operaházon
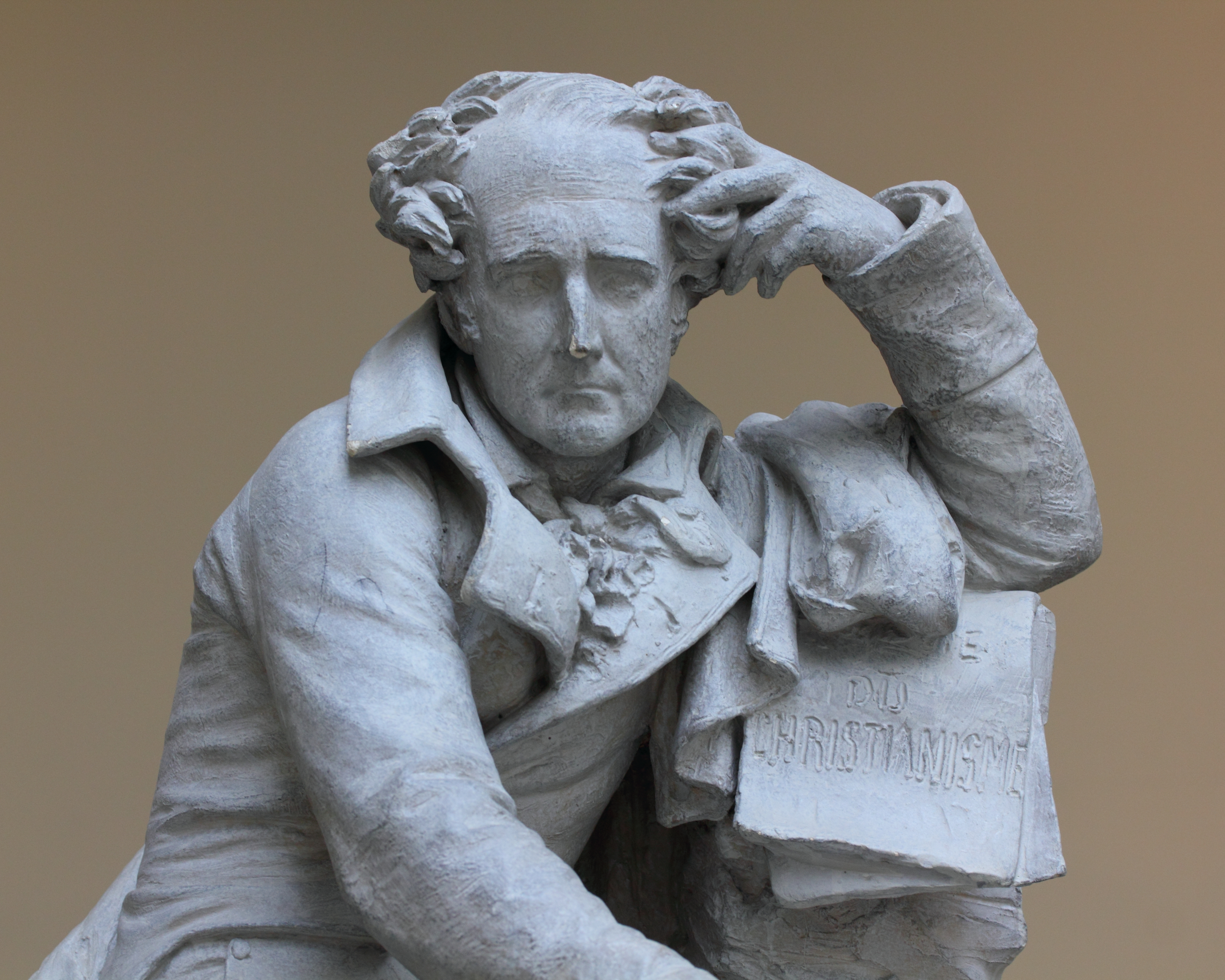
François-René de Chateaubriand